# Abu Obaida
Abu Obaida (en árabe: أبو عبيدة‎, romanizado: Abū ʿUbayda) es el nombre de guerra de un militante palestino que actúa como portavoz de las Brigadas de Ezzeldin Al-Qassam, brazo armado de la organización islamista palestina Hamás.

## Datos personales
Se desconoce su nombre real, así como la mayoría de sus datos personales. Solo aparece con una kufiya que le cubre la cara. En 2014, medios de comunicación israelíes difundieron una foto, supuestamente suya, con el nombre de Huzaifa Samir Abdullah al-Kahloot. Sin embargo, la validez de la foto y el nombre fueron negados por las Brigadas al Qassam, un alto dirigente de las cuales dijo que Abu Obaida «no aparece ni aparecerá en los medios de comunicación», y que sólo un pequeño número de personas sabía quién era en realidad.
Es probable que el seudónimo se refiera a Abu Ubáidah ibn al-Yarrah, compañero del profeta Mahoma y comandante de las fuerzas del califato rashidun durante la batalla de Yarmuk y el sitio de Jerusalén en el siglo VII.
La primera aparición de Abu Obaida fue en 2006, cuando anunció la captura del soldado israelí Gilad Shalit.

## Declaraciones
En junio de 2020, en respuesta a los planes de los dirigentes israelíes de anexionarse oficialmente partes de Cisjordania, Abu Obaida dijo que "las fuerzas de la resistencia protegerán fielmente al pueblo palestino" y prometió "hacer que el enemigo se muerda los dedos arrepentido de tan pecaminosa decisión". Calificó los planes israelíes de "declaración de guerra".
Durante la escalada de 2021 en el conflicto palestino-israelí, Abu Obaida dijo que golpear Tel Aviv, Dimona, Asdod, Ascalón y Beersheba era "más fácil para nosotros que beber agua", proclamando que "no hay líneas rojas a la hora de responder a la agresión", Tras alcanzarse un acuerdo de alto el fuego, dijo: "Con la ayuda de Dios, pudimos humillar al enemigo, a su frágil entidad y a su salvaje ejército".
En septiembre de 2021, después de que cuatro de los seis fugados de la prisión de Gilboa volvieran a ser detenidos por las fuerzas israelíes, Abu Obaida anunció que no se produciría ningún futuro intercambio de prisioneros con Israel sin liberar a los fugados, afirmando que "si los héroes del Túnel de la Libertad se han liberado esta vez desde la clandestinidad, les prometemos a ellos y a nuestros prisioneros libres que pronto serán liberados, si Dios quiere, desde la superficie".
En mayo de 2022, en respuesta a los llamamientos israelíes para asesinar al dirigente de Hamás Yahya Sinwar tras varios atentados palestinos contra israelíes, Abu Obaida dijo que si "el enemigo y su fallida dirección" hirieran a Sinwar, se desencadenaría un "terremoto regional y una respuesta sin precedentes". En junio de ese mismo año, Abu Obaida anunció que el estado médico de uno de los cautivos israelíes en Gaza se había deteriorado. Las Brigadas Al-Qassam publicaron posteriormente un vídeo en el que se mostraba que el cautivo en cuestión era Hisham al-Sayed.
En octubre de 2023, durante el conflicto israelí-palestino Abu Obaida dijo que Hamás mataría a un rehén civil cada vez que Israel atacara Gaza "sin previo aviso". "Anunciamos que cada vez que se ataque a nuestro pueblo que está a salvo en sus hogares sin previo aviso, nos encontraremos con la ejecución de los rehenes civiles de nuestro enemigo", dijo Obeida en su declaración. También dijo que las ejecuciones se transmitirían "en audio y vídeo", algo que no fue llevado a cabo.